# Солдат і слон
«Солдат і слон» — радянський художній фільм 1977 року, режисера  Дмитра Кесаянца, знятий на кіностудії «Вірменфільм» у 1977 році. Фільм заснований на реальних подіях. 

## Сюжет
Німеччина, весна 1945 року. Німці відчайдушно обороняються. І ось посеред бою з'являється слон. Тварину доручено вивести з-під обстрілу Арменаку Гаспаряну. У штабі з'ясовується, що слон радянський. Ешелон з тваринами для зоопарку йшов до Вірменії, коли його розбомбили німці. Вцілілого слона німецький генерал привіз в подарунок своєму синові на Різдво. Радянський генерал приймає рішення повернути слона назад, в Єреванський зоопарк. Арменак призначається в супровід. Слон поїде додому. Солдат же обурений до глибини душі: він пройшов всю війну і перед самим Берліном йому наказують їхати в тил зі слоном! І ось головні герої, солдат і слон, йдуть назустріч радянським військам, як проти течії. Разом вони проходять розорені війною Німеччину, Україну, Росію. При цьому слона треба годувати, в той час як люди самі голодують. Вся ця ситуація — абсолютний розрив шаблону. При цьому слон — це символ мирного життя, яке повільно, насилу повертається в країну.

## У ролях
| Актор                | Роль               |
| -------------------- | ------------------ |
| Фрунзе Мкртчян       | Арменак Гаспарян   |
| Ранго                | слон Габуш         |
| Лаймуте Штрімайтіте  | німкеня            |
| Владислав Риндін     | радянський генерал |
| Володимир Піцек      | старий-залізничник |
| Іван Ванян           | молодий солдат     |
| Валентина Давтян     | Матренок           |
| Стяпонос Космаускас  | старий-німець      |
| Олексій Бахарь       | голова колгоспу    |
| Олексій Дмитрієв     | Єгор               |
| Вадим Грачов         | лейтенант          |
| Олена Вольська       | епізод             |
| Армен Хостикян       | епізод             |
| Олена Максимова      | епізод             |
| Костянтин Веремейчик | епізод             |

## Знімальна група
- Режисер-постановник:  Дмитро Кесаянц
- Сценарій:  Едуард Акопов,  Дмитро Кесаянц
- Оператор-постановник:  Левон Атоянц
- Художник-постановник:  Мікаел Антонян
- Композитор:  Юрій Арутюнян
- Звукооператор: Едуард Ванунц
- Текст пісень:  Григорій Поженян